# لوك جورج
لوك جورج (بالإنجليزية: Luke George)‏ هو لاعب دوري الرغبي بريطاني، ولد في 30 أكتوبر 1987 في إنجلترا في المملكة المتحدة.